# San Isidro, Pinos
San Isidro är en ort i Mexiko.   Den ligger i kommunen Pinos och delstaten Zacatecas, i den centrala delen av landet, 400 km nordväst om huvudstaden Mexico City. San Isidro ligger 2 172 meter över havet och antalet invånare är 246.
Terrängen runt San Isidro är platt åt nordväst, men åt sydost är den kuperad. Runt San Isidro är det ganska glesbefolkat, med 21 invånare per kvadratkilometer. Närmaste större samhälle är Pinos, 18,2 km sydväst om San Isidro. Omgivningarna runt San Isidro är i huvudsak ett öppet busklandskap.